# De Nieuwe Psalmberijming
De Nieuwe Psalmberijming is een berijming van de 150 Hebreeuwse Psalmen op de klassieke Geneefse melodieën. De berijming is een project van stichting Dicht bij de Bijbel.
De initiatiefnemers wilden de psalmen in eigentijdse taal berijmen. Anders dan bij The Psalm Project en Psalmen voor Nu - die ook eigentijdse taal gebruiken - wilden de initiatiefnemers berijmingen dichten op de Geneefse melodieën waar ook de Psalmberijming van 1773 en Nieuwe berijming uit 1968 op berijmd zijn.

## Ontstaan
In 2014 nam Jan Pieter Kuijper uit Apeldoorn het initiatief voor het maken van een nieuwe berijming van de psalmen, op de gebruikelijke Geneefse melodieën. Andere dichters sloten zich bij het project aan: Arie Maasland, Adriaan Molenaar, Jan Boom, Arjen Vreugdenhil, Titia Lindeboom en Bob Vuijk. Bij uitgeverij Boekencentrum verscheen in 2015 een voorlopige uitgave met dertig nieuw berijmde psalmen. In oktober 2019 was de conceptberijming klaar, waarna een periode van revisie volgde. De revisie werd in juni 2020 afgerond. De definitieve versie werd in 2021 uitgegeven door KokBoekencentrum.

## De berijming
De dichters wilden een berijming in hedendaagse taal en compact wat betreft het aantal coupletten. Compact wil zeggen dat de auteurs liever de onberijmde tekst samenvatten en eventueel details weglieten dan uitweidingen toevoegden. Dat laatste gebeurde in  oudere berijmingen nogal eens. Ter illustratie een voorbeeld uit Psalm 119. Deze kreeg in de Staatsberijming van 1773 nog 88 strofes, in de Nieuwe Berijming van 1968 waren dat er nog 66 en in De Nieuwe Psalmberijming was dit beperkt tot slechts 44 coupletten.

## Gebruik
Nog voordat de berijming voltooid was werden de eerste versies van de berijmingen al gezongen in Nederlandse kerken. De Nieuwe Psalmberijming wordt onder andere gebruikt in Christelijke Gereformeerde Kerken, Gereformeerde Kerken vrijgemaakt, Nederlands Gereformeerde Kerken en kerken die behoren tot de Protestantse Kerk in Nederland. Ook in niet-gereformeerde kerken wordt uit de berijming gezongen.
De deputaten eredienst van de Christelijke Gereformeerde Kerken schreven in 2022 dat de berijming van De Nieuwe Psalmberijming ´een kwalitatief goede, begrijpelijke, voor de eredienst bruikbare vertolking van de brontekst´ biedt. Zij schrijven dat het taalgebruik fris en actueel en de beeldspraak origineel is. Wel schrijven ze dat de poëtische kwaliteit bij een deel van de psalmen beter zou kunnen.